# Der Vogelhändler (1953)
Der Vogelhändler ist eine deutsche Operettenverfilmung von Arthur Maria Rabenalt aus dem Jahr 1953. Sie hat Carl Zellers gleichnamiges Werk zur Vorlage. Die Hauptrollen spielen Ilse Werner, Gerhard Riedmann und Wolf Albach-Retty.

## Handlung
Der leichtlebige Vogelhändler Adam plant seine Verlobte Christel zu heiraten. Um die Hochzeit finanzieren zu können, bemüht sich Christel, dass er eine Anstellung beim allgewaltigen Landesfürsten erhält. Für dessen einem außerehelichen Vergnügen nicht eben abgeneigte Gattin Marie Louise ist der junge Mann eine nette Abwechslung, und Adam verliebt sich sogleich in sie. Christel vermutet das Schlimmste und sorgt mit ihrem eigenen Verhalten dafür, dass nun Adam wiederum glauben muss, dass seine Verlobte ein Techtelmechtel mit dem noch recht schmucken Fürsten begonnen hat. 
Marie Louise wiederum, die sich gegenüber Adam als einfaches, aber herziges Bauernmädchen Marie gibt, ist diese vorübergehende Konfusion ganz recht, kann sie doch auf diesem Wege ihrem Gatten, einem Flaneur und Charmeur alter Schule, auf den Zahn fühlen, wie ernst er es mit der ehelichen Treue nimmt. Bald nimmt der Reigen an Missverständnissen und Mutmaßungen, Eifersüchteleien und Irritationen außerordentliche Formen an, sodass die Fürstin alle Hände voll zu tun hat, die Dinge so zu klären, dass der Vogelhändler zu seiner Christel zurückfindet und auch sie und ihr Gatte, dem sie sich in der Maske einer Tänzerin erneut annähert, wieder ein Herz und eine Seele werden.

## Produktionsnotizen
Der Vogelhändler entstand im Frühsommer 1953 im Filmatelier von München-Grünwald sowie in Schwetzingen, Neu-Leiningen und am Großglockner (Außenaufnahmen). Die Uraufführung erfolgte am 17. September 1953 in Stuttgart, am 6. Oktober desselben Jahres fand die Berliner Premiere statt. Der auch im Rahmen der I. Internationalen Filmfestspiele von Sao Paulo (Februar 1954) und der I. Internationalen Filmfestspiele in Mar del Plata (März 1954) gezeigte Film erhielt das Prädikat „wertvoll“.
Heinz Willeg war Produktionsleiter, Felix Smetana entwarf die Filmbauten. Hans Fritz Beckmann verfasste die Libretti, Herbert Freund gestaltete die Choreografie. Heinz Terworth zeichnete für den Ton verantwortlich. Rudolf Zehetgruber war Rabenalts Regieassistent.
Bei dieser Produktion handelte es sich bereits um die dritte deutsche Vogelhändler-Verfilmung (nach 1935 und 1940 als Rosen in Tirol).

## Kritiken
Der Spiegel schrieb: „Arthur Maria Rabenalts farblich gepflegte, durch Cancan und Ballett (mit Sybil Werden) aufgeplusterte Neuverfilmung von Karl Zellers Operette. Neben verblaßten Stars (Ilse Werner und Wolf Albach-Retty) und blassen Neuentdeckungen (Eva Probst und Gerhard Riedmann) strahlt fast unmäßig ein wirklicher Komödiant: Günther Lüders als dichtender Höfling.“
Im Lexikon des Internationalen Films heißt es: „Verfilmung der Zeller-Operette, deren Libretto sich mit allerlei Verwechslungen und mit Liebesgeplänkel am Hofe eines Kurfürsten im 18. Jahrhundert begnügt: Damit ein Vogelhändler seine Herzallerliebste, die bei der Post arbeitet, endlich heiraten kann, will sie ihm einen Posten bei Hofe verschaffen, wobei sie in den falschen Verdacht gerät, ein Abenteuer mit dem Fürsten, einem schlimmen Schürzenjäger, eingegangen zu sein. Die sich daraus ergebenden Komplikationen sind weitgehend amüsant in klangvoll-gemütliche Unterhaltungsware verpackt.“